# دوقوز خاتون
دوقوز خاتون (بالإنجليزية: Doquz Khatun)‏ كانت زوجة هولاكو خان حفيد جنكيز خان وأم أباقا خان. كانت ديانتها مسيحية (نسطورية).